# Bitwa nad Sprewą
Bitwa nad Sprewą - miała miejsce 6 września 1005. Była pierwszym poważniejszym starciem armii cesarza Henryka II z wojskami polskimi w czasie wyprawy 1005 roku. Armia Henryka była zbyt silna, by obrońcy mogli powstrzymać jej marsz w kierunku Odry, poniosła jednak poważne straty za sprawą polskich łuczników.